# Rugi
Rugi, Rogi ali Rugijci (starogrško ρογοί, latinizirano: Rogoi) so bili staroveško germansko ljudstvo.
Ruge prvi jasno omenja Tacit v svoji Germanii. Imenuje jih Rugii in jih umešča na južno obalo Baltskega morja. Nekaj stoletij kasneje se Ruge šteje za eno od gotskih ali skitskih ljudstev v porečju srednje Donave. Kot več drugih gotskih ljudstev so tja prišli kot eden od Atilovih zaveznikov. Po porazu Hunov v bitki pri Nedavi leta 454 so se preselili na ozemlje sedanje Spodnje Avstrije.
Baltski Rugi, ki jih omenja Tacit, so bili verjetno povezani z ljudstvom, znanim kot Rutikleioi, in krajem, znanim kot Rougion, ki ju je v drugem stoletju omenjal Ptolemaj. Obe imeni sta povezani s priobalnim otokom, ki se danes imenuje Rügen. Povezani so bili tudi z Ulmerugi, ki jih je v 6. stoletju omenjal Jordanes kot ljudstvo, ki je v preteklosti živelo na baltski obali blizu izliva Visle. V težko razložljivem odlomku je Jordanes omenil tudi Ruge, ki so nekoč živeli v Skandinaviji ob Dancih in Suedih.
Iz njihovega imena in Jordanesove pripovedi o  njihovem  gotskem poreklu se domneva, da so Rugi okoli leta 100 preselili iz jugozahodne Norveške v Pomeranijo, od tam pa v porečje Donave. Ime Ulmerugi se je interpretiralo kot  Holmrygir, znan iz mnogo kasnejših  staronordijskih besedil. Rugi so bili povezani tudi z Rigirjem iz Rogalanda na Norveškem. Očitno imajo vsa ta imena skupno etimološko poreklo.
Ime Rugi se je od 6. stoletja rabilo za slovansko govoreča ljudstva, vključno z Rusi.

## Etimologija
Domneva se, da je plemensko ime Rugii ali Rygir povezano s staronordijskim izrazom rugr, ki pomeni rž, se pravi da bi njihovo ime lahko pomenilo "jedci rži" ali "pridelovalci rži".
Izraza Holmrygir in Ulmerugi se prevajata kot "otok Rugov".
Ptolemajevo grško ime Rutikleioi   je verjetno napačno zapisano ime Rugikleioi. Pomen druge polovice imena ni povsem jasen, vendar se razlaga kot germanska pomanjševalnica.
Povezovanje Rugov z imenom otoka Rügen in plemenom Rugini je negotovo in sporno. Nekateri znanstveniki domnevajo, da se otok Rügen imenuje po Rugih, drugi pa ime povezujejo s srednjeveškim plemenom Rani/Rujani.
Rugini so omenjeni samo enkrat na seznamu germanskih plemen, ki jih je še treba pokristjaniti. Seznam je sestavil angleški menih Bede v svoji Historia ecclesiastica (Cerkvena zgodovina) v zgodnjem  8. stoletju.

## Zgodovina

### Izvor
Po eni od starih teorij so se Rugi v 1. stoletju n. št. preselili iz jugozahodne Norveške v Pomeranijo. Regija (fylke) na jugozahodu Norveške se še vedno imenuje Rogaland ali Rygjafylke. Naziv Rygjafylke se prevaja kot "Dežela Rygirjev" (Rugov).
Znanstveniki domnevajo, da je selitev  Rugov iz Rogalanda na južno obalo Baltika potekala neposredno ali preko danskih otokov med obema regijama. Nobena od domnev ni podprta z arheološkimi dokazi.

### Rugi v Pomeraniji
Ruge pvi omenja Tacit  v poznem 1. stoletju n. št. Tacitov opis njihovega naselitvenega ozemlja "na oceanu ob Gotih" se običajno razlaga kot južna obala Baltika v sedanji Pomeraniji. Tacit Ruge in njihove sosede Gutone  ločuje od drugih germanskih plemen. Gutoni se običajno štejejo za zgodnje Gote in Lemove, ki so "nosili okrogle ščite in kratke meče in so ubogali svoje kralje".
Z delom Rugov in Lemovov je povezana oksivska kultura. Z Rugi je povezana tudi gustovska skupina v zahodni Pomeraniji. Ruge zahodno od Vidivarjev se skupaj z drugimi Goti, Veneti in Gepidi istoveti z arheološko debčinsko (zahodnopomeransko)  skupino.
Leta 150 geograf Ptolemaj ni izrecno omenil Rugov, je pa omenil kraj Rugion in pleme  Routikleioi na približno na istem ozemlju med rekama Viduo in Vislo.  Obe imeni sta bili povezani z Rugi.
V 6. stoletju je Jordanes v svoji Getici napisal zgodbo o izvoru Gotov (Origo gentis). Avtor trdi da so Goti in številna druga ljudstva prišla iz Skandinavije, "maternice narodov". V knjigi so vsaj trikrat nepovezano omenjeni Rugi:
- Prva je omemba prihoda ladje Gotov iz Skandinavije na obalno področje "Gotiskandza", s katerega so pregnali Ulmeruge.[2][4][14]
- Drugič Ruge omenja kot ljudstvo, ki je v 6. stoletju še vedno živelo v Skandinaviji  na ozemlju okoli Danija, domnevno sedanjega Danesa.[2][15]
- Na seznamu ljudstev, ki jih je v 4. stoletju podjarmil gotski kralj Ermanarik, ki je živel severno od Črnega morja, so omenjeni tudi Rogasi.[16]

Po eni od starejših teorij so vzhodnogermanska ljudstva, ki so bila takrat naseljena večinoma na ozemlju sedanje Poljske, začela v 2. stoletju širiti svoj vpliv, pritiskati na ljudstva južno od njih in  sčasoma povzročila markomanske vojne na donavski meji Rimskega cesarstva. Domneva se, da so bili med njimi tudi Rugi. Nekateri sodobni zgodovinarji so do nekaterih elementov teorije skeptični, arheologija vilbarške kulture pa je dala nekaj dokazov, ki teorijo podpirajo.

### Rugi v Panoniji, Rugilandu in Italiji
Na začetku 4. stoletja je velik del Rugov odšel proti jugu in naselil v Panoniji ob zgornji Tisi v sedanji Madžarski. Kasneje so jih napadli Huni,  od leta 451 pa so sodelovali v Atilovih pohodih. Po Atilovi smrti so se Hunom uprli in pod Flakkitejem v Rugilandu v sedanji Spodnji Avstriji  severno od Donave ustanovili svoje kraljestvo. Po Flakkitejevi smrti sta Rugom v Rugilandu vladala kralj Feletej, imenovan tudi Feva, in njegova žena Gisa. Drugi Rugi so postali Odoakrovi federati. Odoaker naj bi postal prvi germanski kralj Italije.  Do leta 482 so Rugi prešli v arijanstvo.  Feletejeve Ruge je leta 487 popolnoma porazil Odoaker. Veliko jih je kot ujetnike odpeljal  v Italijo, v Rugiland pa so se kasneje naselili Langobardi.  Dogodke v tem obdobju so dokumentirali Prokopij iz Cezareje, Jordanes in drugi.
Dve leti kasneje so se Rugi pridružili ostrogotskemu kralju Teoderiku Velikemu in sodelovali v njegovem napadu na Italijo leta 489. V Ostrogotskem kraljestvu v Italiji so obdržali svojo upravo in se izogibali sklepanju zakonskih zvez z Goti. Po Totilovem porazu v gotski vojni 535-884 so izginili.

### Nadaljevanje na severu?
Domneva se, da so Burgundi, Goti in Gepidi z deli Rugov v poznem rimskem obdobju zapustili Pomeranijo. V obdobju preseljevanja narodov so preostali Rugi, Vislanski Veneti, Vidivarji in druga germanska plemena  oblikovali svoje nacionalne skupnosti, ki so bile kasneje poslovanjene. Vidivarje opisuje Jordanes kot talilni lonec plemen, ki so sredi 6. stoletja živela ob spodnji Visli. Nekateri njihovi običaji so se  razlikovali od prejšnje vilbarške kulture, nekateri pa so se nadaljevali. Hipoteza, ki temelji na nenadnem pojavu velikih količin rimskih solidov in selitvah drugih skupin po razpadu hunskega imperija leta 453, kaže na delno selitev prejšnjih emigrantov v njihove nekdanje severne domovine.
Staroangleška pesnitev Widsith iz 9. stoletja, znana tudi kot Pesem popotnikov, je zbirka starih ustnih izročil. V njej je omenjeno pleme Holmrycum, njegova lokacija pa ne. Holmrygiri so  omenjeni tudi v staronorveški pesnitvi Hákonarmál  in verjetno tudi v Haraldskvæði.
James Campbell je na osnovi omembe Ruginov v Cerkveni zgodovini Bede Čatitljivega sklepal, da gre za ljudstva, iz katerih izvirajo Anglosasi, živeči v Veliki Britaniji". Rugini bi lahko bili med njihovimi predniki, ali so bili Rugini ostanki Rugov, pa je zgolj ugibanje. Nekateri zgodovinarji poskušajo Rugine povezati s zahodnoslovanskimi Rani, četudi Beda zanje trdi, da so bili Germani.